# ФК Анортозис Фамагуста
ФК Анортозис Фамагуста (грч. Ανόρθωση Αμμοχώστου) је кипарски фудбалски клуб. Првобитно, клуб се налазио у Фамагусти, али је касније премештен у Ларнаку. Анортозис је освојио 13 титула победника кипарске лиге, 11 титула победника купа и 6 титула победника суперкупа. Клуб је основан 1911. године и игра на стадиону Антонис Пападопулос. Ривали су са клубом Неа Саламина.

## Историја
Клуб је основан 30. јануара 1911. године. Након турске инвазије на Кипар 1974. године, клуб се сели у Ларнаку и узимају стадион Антонис Пападопулос. Пре тога, њихов стадион у Фамагусти је био ГСЕ стадион

## Успеси
- Првенство Кипра
  - Освајач (13): 1949/50, 1956/57, 1957/58, 1959/60, 1961/62, 1962/63, 1994/95, 1996/97, 1997/98, 1998/99, 1999/00, 2004/05, 2007/08.

- Куп Кипра
  - Освајач (11): 1948/49, 1958/59, 1961/62, 1963/64, 1970/71, 1974/75, 1997/98, 2001/02, 2002/03, 2006/07, 2020/21.
- Суперкуп Кипра
  - Освајач (6): 1962, 1995, 1998, 1999, 2000, 2007.